# 베요네타 (비디오 게임)
《베요네타》(영어: Bayonetta, ベヨネッタ)는 일본의 Platinum Games와 세가가 개발한 액션 비디오 게임이다.

## 개요
베요네타는 데빌 메이 크라이의 프로듀서로 유명한 카미야 히데키가 미카미 신지와 함께 설립한 Platinum Games를 통하여 개발한 첫 번째 게임이다.
전체적인 게임 스타일은 데빌 메이 크라이의 후속작이라고 여겨질 만큼 비슷한 점이 많으며, 시스템도 매우 유사하다. 주인공인 베요네타는 게임 속에서 쉴 틈 없는 연속된 공격을 하며, 때문에 개발사는 이 게임의 장르를 '논스톱 클라이맥스 액션'이라고 부른다.
2007년 1월부터 개발이 시작되었으며, 개발에 소요된 소스 코드의 라인 수는 등장인물 하나에 1300줄, 프로그램 전체에 180만줄이라고 한다.
11번째로 패미통 리뷰 점수 40점 만점을 받은 타이틀 (PS3 판은 38점)
- 발매 기종 : 플레이스테이션 3, 엑스박스 360
- 출시일 : 일본 2009년 10월 29일, 한국 및 북미 2010년 1월 5일, 유럽 2010년 1월 예정
- 배급사 : 세가

## 주요 설정
주인공 베요네타는 루멘의 현자의 천사와 대립을 이루는 엄브라 마녀단의 마녀로 지난 500년간 잠들어 있었으나, 자신도 알 수 없는 이유로 현세대에 모든 기억을 잃은 채 소생됨. 그녀는 양 손과 양 발 모두 4정의 피스톨 형태의 무기를 장착해 사용하며, 몸에는 마력이 깃든 머리카락으로 구성된 검은색 가죽옷으로 덮여 있다.
게임 속의 베요네타는 데빌 메이 크라이의 단테처럼 상대의 어떠한 도발이나, 공격에도 농담이나 냉소적인 표현으로 일관함.
베요네타가 사용하는 마법은 자신의 머리카락을 마력으로 변화시켜 고대의 마수를 소환해 내며, 자신의 모습을 흑표범이나 까마귀 등으로 일정 시간 바꿀 수도 있다. 위치 타임이라고 시간을 느리게 할 수도 있다.
카미야 히데키는 본 게임의 개발 초기 단계 부터, 섹시하고 지적인 여성의 이미지를 부각시킬 수 있는 주인공 캐릭터를 기획했으며, 이러한 점에서 안경을 착용하고 있는 최초의 컨셉 아트가 현재의 모습으로 채택되었다고 한다.
오마주로는 마법소녀 마도카☆마기카가 있는데, 베요네타와 거의 비슷한 구석을 찾을 수 있다.

## 등장인물
베요네타(Bayonetta/ベヨネッタ)
성우 : 헬레나 테일러(Helena Taylor), 타나카 아츠코
생년월일 : 1411년 12월 19일
별자리 : 켄타우로스자리
쟌느(Jeanne/ジャンヌ)
성우 : 그레이 딜라일, 소노자키 미에(園崎未恵)
생년월일 : 1412년 1월 6일
별자리 : 염소자리
로딘(Rodin/ロダン)
성우 : 데이브 피노이(Dave Fennoy), 겐다 텟쇼(玄田哲章)
엔조(Enzo/エンツォ)
성우 : 칙 베네라(1편), 존 카저(2편), 타카기 와타루
루카 레드그레이브(Luka Redgrave/ルカ・レッドグレイヴ)
성우 : 유리 로언솔, 나미카와 다이스케
생년월일 : 1977년 3월 3일
별자리 : 물고기자리
세레자(Cereza/セレッサ)
성우 : 스테파니 셰이, 사와시로 미유키
생년월일 : 1411년 12월 19일
별자리 : 켄타우로스자리
발더(Balder/バルドル)
성우 : 리엄 오브라이언, 와카모토 노리오
생년월일 : 1389년 5월
로사(Rosa/ローサ)
성우 : 헬레나 테일러, 타나카 아츠코
생년월일 : 1385년 2월 14일
별자리 : 물병자리
엄브라의 장로(Umbran Elder/アンブラの長老)
성우 : 스즈키 레이코(鈴木れい子)
안토니오 레드그레이브(Antonio Redgrave/アントニオ・レッドグレイヴ)
성우 : 미야바야시 야스시(宮林康)
로키(Loki/ロキ)
성우 : 마크 도우어티, 미나가와 준코
가면의 현자(Masked Lumen/仮面の賢者)
성우 : 크리스핀 프리먼, 코야스 타케히토

## 마수
Type 127 고모라
구약 성서에 등장하는 소돔과 고모라가 유래. 마계의 숲 "존슨 포레스트"에 서식하는 사룡. 성격이 아주 사나워 움직이는 것을 모두 먹이로 보고 잡아먹는다. 또한 자신의 텃세에 대한 의식도 강한 탓에 항상 단독으로 행동한다.
Type 318 말파스
구약 성서에서 솔로몬 왕에 의해 봉인된 72마신 중 하나인 말파스가 유래. 지옥에 서식하는, 4쌍의 눈을 가진 거대한 칠흑의 괴조. 온 하늘을 가릴 만큼 거대한 체격을 가졌다. 세상의 모든 지식과 비밀들을 알고 있으며, 잔혹하고 흉폭한 성격 때문에 만나는 모든 대상을 날카로운 부리와 발톱으로 갈기갈기 찢어버린다.
Type 8880 "백수거신" 헤카톤케이레스
유래는 그리스 신화에 등장하는 백수거신 헤카톤케이레스. 이 거인의 팔은 산을 부수고, 그 발걸음은 3일 동안 땅을 뒤흔드는 지진을 일으킨다고 전해진다. 게다가 지능이 낮고 흉폭해서 매우 뛰어난 술자조차 소환에는 큰 위험이 따르는지라 주로 팔만 소환된다.
Type 407 스콜로펜드라
끓는 피가 흐르는 마계의 강 "프레젠톤타"에 서식하는 거대한 지네. 다 자란 성충은 길이가 약 10km 이상 넘을 만큼 거대하다. 큰 몸집에 어울리지 않게 민첩한 움직임으로 순식간에 사냥감을 죄어 죽인 뒤 잡아먹는다.
Type 8603 "무적의 팬저 스파이더" 판타즈마라네아
지옥의 깊은 곳에 있는 마그마의 바다에 서식하는 거미. 지상과 마계에 모습을 드러내는 일이 드물어 망령의 거미란 이름이 붙었다. 일단 외형은 무서운 거미의 모습을 하고 있으나, 성격은 비교적 온화하며 운이 좋아 대면했을 때 제법 부드럽게 대하면 희귀하고 값비싼 보물과 고급 비술을 전수해준다. 물론 배가 고프면 운 나쁘게 거대한 둥우리에 들어온 생명체를 잡아먹기도 한다.
Type 0 "마계의 여왕" 퀸 시바
우주가 천국, 지옥, 인간계로 나뉠 때 어둠을 주관하는 지옥과 함께 태어난 신적 존재. 빛을 주관하는 천국과 함께 태어난 창조주 쥬벨리우스의 여동생으로, 지옥을 다스리고 있기 때문에 악마로 분류되지만, 진짜 정체는 수수께끼. 또한 모든 악마들이 그녀를 두려워해서 항상 여왕으로 군림하고 있다. 과거 몇명의 마녀가 소환을 시도했으나, 역으로 마계에 질질 끌려가 목숨을 잃었다.
Type 612 라볼라스
베요네타 2에 등장. 구약 성서에서 솔로몬 왕에 의해 봉인된 72마신 중 하나인 글라시아 라볼라스가 유래.
Type 214 미크틀란테쿠틀리
베요네타 2에 등장. 아즈텍 신화에서 죽음의 왕국 믹틀란을 다스린 죽음의 신 미크틀란테쿠틀리가 유래.
Type 1822 바알
베요네타 2에 등장.
Type 777 디오메데스
베요네타 2에 등장. 그리스 신화에 등장한 디오메데스의 식인 암말이 유래.

## 무기
(베요네타 기준) Handguns, Scarborough Fair/Elfin Knight, Onyx Roses, Onyx Roses Alt., Shuraba, Kulshedra, Druga, Druga Alt., Odette, Lt. Col. Kilgore, Lt. Col. Kilgore Alt., Bazillions, Pillow Talk, Sai Fun, Rodin
(쟌느 기준) Handguns, All 4 One, Garnet Roses, Garnet Roses Alt., Angel Slayer, Vritra, Kali, Kali Alt., Karen, Col.Slade, Col.Slade Alt., Bloody Moon, Tang Lung

## 주제곡
Fly Me to the Moon
Something's Missing
Night, I Stand
Tomorrow Is Mine

## 같이 보기
- 마법소녀 마도카☆마기카 - 베요네타의 오마주. 베요네타와 거의 비슷한 구석을 찾을 수 있다.
- 신세기 에반게리온 - 베요네타와 마찬가지로 천사(이쪽은 사도)가 적으로 등장하며, 주제곡 'Fly Me To The Moon'도 사용되었다. 게다가 몇몇 에반게리온 관련 게임은 베요네타와 마찬가지로 세가에서 제작되었다.
- 맥스 아나키 - DLC를 설치하면 베요네타가 등장한다.